# Copa espanyola de bàsquet femenina 1985-1986
La Copa de la Reina de bàsquet 1985-86 fou la vint-i-quatrena edició de la Copa espanyola de bàsquet. Se celebrà el 28 i 29 de desembre de 1985 al Pavelló Municipal de Tortosa i fou organitzada per la Federació Espanyola de Basquetbol. Hi participaren els quatre millors classificats de la primera volta de la Primera Divisió femenina, el Sabor d'Abans Tortosa, el Natural Cusí, el Real Canoe i el Celta de Vigo. La competició es disputà en format d'eliminació directa, amb semifinals, tercer i quart lloc i final. El torneig fou retransmès en directe per les dues cadenes de Televisió Espanyola, les semifinals per TVE2 i la final per TVE1.
Es proclamà campió el Sabor d'Abans Tortosa, que guanyà el seu primer títol de la competició. La pivot catalana Rosa Castillo fou escollida millor jugadora de la final, mentre que la jugadora nord-americana del Celta de Vigo, Kim Hampton, fou la màxima anotadora del torneig.

## Competició

### Quadre de competició
|  | Semifinals               | Semifinals |                          |    | Final | Final |
|  |                          |            |                          |    |       |       |
|  | 28 de desembre 20:00 CET |            |                          |    |       |       |
|  |                          |            |                          |    |       |       |
|  | Sabor d'Abans            | 75         |                          |    |       |       |
|  | Sabor d'Abans            | 75         | 29 de desembre 13:00 CET |    |       |       |
|  | Celta de Vigo            | 74         |                          |    |       |       |
|  | Celta de Vigo            | 74         | Sabor d'Abans            | 69 |       |       |
|  | 28 de desembre 18:00 CET |            | Sabor d'Abans            | 69 |       |       |
|  |                          | Real Canoe | 67                       |    |       |       |
|  | Natural Cusí             | Real Canoe | 67                       | 68 |       |       |
|  | Natural Cusí             |            |                          | 68 |       |       |
|  | Real Canoe               | 80         |                          |    |       |       |
|  | Real Canoe               | 80         | Tercer i quart lloc      |    |       |       |
|  |                          |            |                          |    |       |       |
|  | 29 de desembre 11:00 CET |            |                          |    |       |       |
|  |                          |            |                          |    |       |       |
|  | Celta de Vigo            | 81         |                          |    |       |       |
|  | Celta de Vigo            | 81         |                          |    |       |       |
|  | Natural Cusí             | 47         |                          |    |       |       |

### Semifinals

#### Sabor d'Abans vs. Celta de Vigo
A la primera semifinal, el Sabor d'Abans Tortosa guanyà per la mínima al Celta de Vigo per 75 a 74. El partit fou molt igualat amb intercanvis de lideratge en el marcador. Es decidí en el darrer minut amb un parcial de 6 a 0 pel club català, tanmateix, el club gallec disposà dos tirs lliures per empatar quan faltaven sis segons pel final. El Sabor d'Abans Tortosa es classificà per a la seva primera final. Individualment, destacà la pivot catalana Rosa Castillo, amb 20 punts, per part catalana, i la pivot nord-americana Kim Hampton, amb 21 punts i 12 rebots, per part gallega.
| 28 de desembre de 1985 20:00 CET Informe | Sabor d'Abans Tortosa              | 75–74 | Celta de Vigo                    | Pavelló Municipal, Tortosa Àrbitres: Recuenco i Llamazares |
| 28 de desembre de 1985 20:00 CET Informe | Resultat per meitats: 31-31, 44-43 |       |                                  | Pavelló Municipal, Tortosa Àrbitres: Recuenco i Llamazares |
| 28 de desembre de 1985 20:00 CET Informe | Pts: Castillo 20 Rebs: Conner 8    |       | Pts: Hampton 21 Rebs: Hampton 12 | Pavelló Municipal, Tortosa Àrbitres: Recuenco i Llamazares |

#### Natural Cusí vs. Real Canoe
A la segona semifinal, el Real Canoe s'imposà amb comoditat al Natural Cusí per 80 a 68. Destacà Mònica Messa, amb 27 punts, per part madrilenya, i Marta Aragay, amb 21 punts, per part catalana.
| 28 de desembre de 1985 18:00 CET Informe | Natural Cusí                       | 68–80 | Real Canoe                  | Pavelló Municipal, Tortosa Àrbitres: Neyro i Ortiz |
| 28 de desembre de 1985 18:00 CET Informe | Resultat per meitats: 29-41, 39-39 |       |                             | Pavelló Municipal, Tortosa Àrbitres: Neyro i Ortiz |
| 28 de desembre de 1985 18:00 CET Informe | Pts: Aragay 21 Rebs: Sánchez 12    |       | Pts: Messa 27 Rebs: Geuer 8 | Pavelló Municipal, Tortosa Àrbitres: Neyro i Ortiz |

### Tercer i quart lloc
A la final de consolació, el Celta de Vigo derrotà amb molta facilitat al Natural Cusí per 81 a 47. El partit quedà sentenciat a la primera part amb un parcial de 36 a 16, amb una notable superioritat del club gallec. Individualment, destacà la pivot nord-americana Kim Hampton, amb 33 punts i 17 rebots.
| 29 de desembre de 1985 11:00 CET Informe | Celta de Vigo                      | 81–47 | Natural Cusí                   | Pavelló Municipal, Tortosa Àrbitres: Ortiz i Llamazares |
| 29 de desembre de 1985 11:00 CET Informe | Resultat per meitats: 36-16, 45-31 |       |                                | Pavelló Municipal, Tortosa Àrbitres: Ortiz i Llamazares |
| 29 de desembre de 1985 11:00 CET Informe | Pts: Hampton 33 Rebs: Hampton 17   |       | Pts: Mangas 15 Rebs: Sánchez 9 | Pavelló Municipal, Tortosa Àrbitres: Ortiz i Llamazares |

## Final
| 29 de desembre de 1985 13:00 CET informe | Sabor d'Abans Tortosa                     | 69–67 | Real Canoe                 | Pavelló Municipal, Tortosa Assistència: 3.000 espectadors Àrbitres: Neyro i Recuenco MVP: Rosa Castillo |
| 29 de desembre de 1985 13:00 CET informe | Resultat per meitats: 35-35, 34-32        |       |                            | Pavelló Municipal, Tortosa Assistència: 3.000 espectadors Àrbitres: Neyro i Recuenco MVP: Rosa Castillo |
| 29 de desembre de 1985 13:00 CET informe | Pts: Castillo 23 Rebs: Castillo, Conner 9 |       | Pts: Geuer 18 Rebs: Gras 6 | Pavelló Municipal, Tortosa Assistència: 3.000 espectadors Àrbitres: Neyro i Recuenco MVP: Rosa Castillo |

| Sabor d'Abans | Real Canoe |

| #            | Pos.  | Jugadora       | Pts | Rbs. |
| ------------ | ----- | -------------- | --- | ---- |
| 5            | E     | Lícia Barragán | 0   | 0    |
| 6            | AP    | Rosa Castillo  | 23  | 9    |
| 7            | A     | Concha Zapata  | 16  | 0    |
| 8            | B     | Pilar Bilbao   | 0   | 0    |
| 10           | B     | Anna Junyer    | 11  | 4    |
| 11           | P     | Eva Morralla   | N/D | N/D  |
| 12           | E     | Roser Llop     | 6   | 0    |
| 13           | A     | Carmen Fraile  | N/D | N/D  |
| 14           | P     | Gina Conner    | 13  | 9    |
| 15           | AP    | Teresa Obis    | N/D | N/D  |
| Total        | Total | Total          | 69  | 23   |
| Entrenador   |       |                |     |      |
| Xavier Tubau |       |                |     |      |

| Campió de la Copa de la Reina 1985-86 |
| ------------------------------------- |
| Sabor d'Abans Tortosa Primer títol    |
| MVP                                   |
| Rosa Castillo                         |

| #            | Pos.  | Jugadora            | Pts | Rbs. |
| ------------ | ----- | ------------------- | --- | ---- |
| 4            | A     | Chelo Martínez      | 4   | 0    |
| 5            | A     | Carolina Mújica     | 13  | 4    |
| 6            | A     | Concha Luque        | N/D | N/D  |
| 7            | B     | Maria Ángels Moreno | N/D | N/D  |
| 8            | B     | Teté Ruiz           | 3   | 0    |
| 9            | P     | Wonny Geuer         | 18  | 4    |
| 11           | P     | C. Rodríguez        | 2   | 1    |
| 13           | P     | Elvira Gras         | 13  | 6    |
| 14           | E     | Mónica Messa        | 14  | 2    |
| 15           | AP    | Sílvia Beck         | N/D | N/D  |
|              |       | De Osma             | 0   | 1    |
| Total        | Total | Total               | 67  | 18   |
| Entrenador   |       |                     |     |      |
| Carlos Betes |       |                     |     |      |

## Estadístiques
| Classificació final | Classificació final   | Classificació final | Classificació final | Classificació final | Classificació final | Classificació final | Classificació final |
| Pos.                | Club                  | PJ                  | PG                  | PP                  | PF                  | PC                  | BA                  |
| ------------------- | --------------------- | ------------------- | ------------------- | ------------------- | ------------------- | ------------------- | ------------------- |
| 1                   | Sabor d'Abans Tortosa | 2                   | 2                   | 0                   | 144                 | 141                 | +3                  |
| 2                   | Real Canoe            | 2                   | 1                   | 1                   | 147                 | 137                 | +10                 |
| 3                   | Celta de Vigo         | 2                   | 1                   | 1                   | 161                 | 122                 | +39                 |
| 4                   | Natural Cusí          | 2                   | 0                   | 2                   | 115                 | 161                 | -46                 |

| Màxima anotadora | Màxima anotadora | Màxima anotadora | Màxima anotadora | Màxima anotadora |
| #                | Nom              | PT               | PPP              | PJ               |
| ---------------- | ---------------- | ---------------- | ---------------- | ---------------- |
| 1                | Kim Hampton      | 54               | 27,0             | 2                |
| 3                | Rosa Castillo    | 43               | 21,5             | 2                |
| 4                | Mónica Messa     | 41               | 20,5             | 2                |
| 4                | Margarita Geuer  | 32               | 16,0             | 2                |
| 5                | Gina Conner      | 30               | 15,0             | 2                |